# 军舰岛 (北马里亚纳)

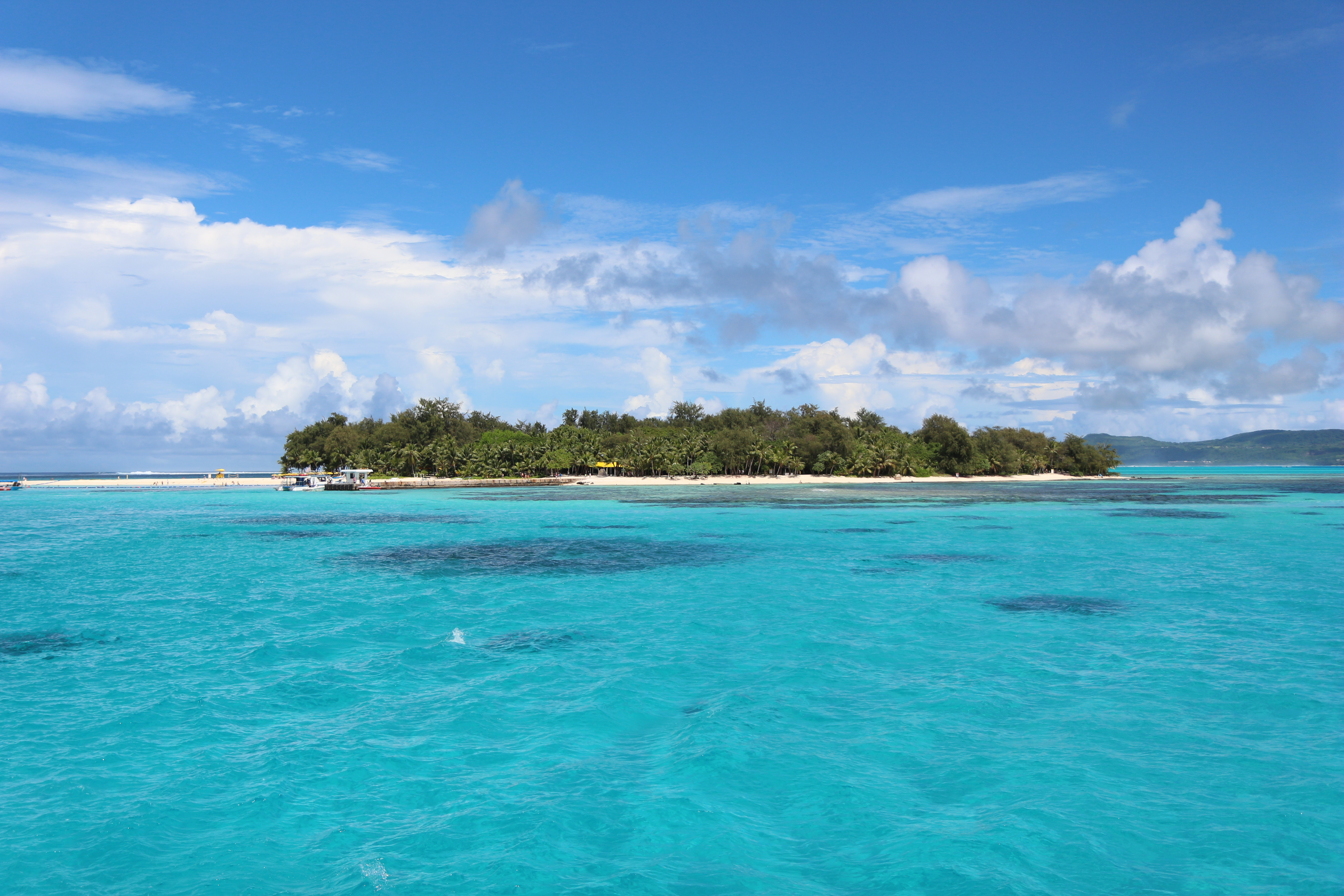
塞班軍艦島的西南方。2014年。

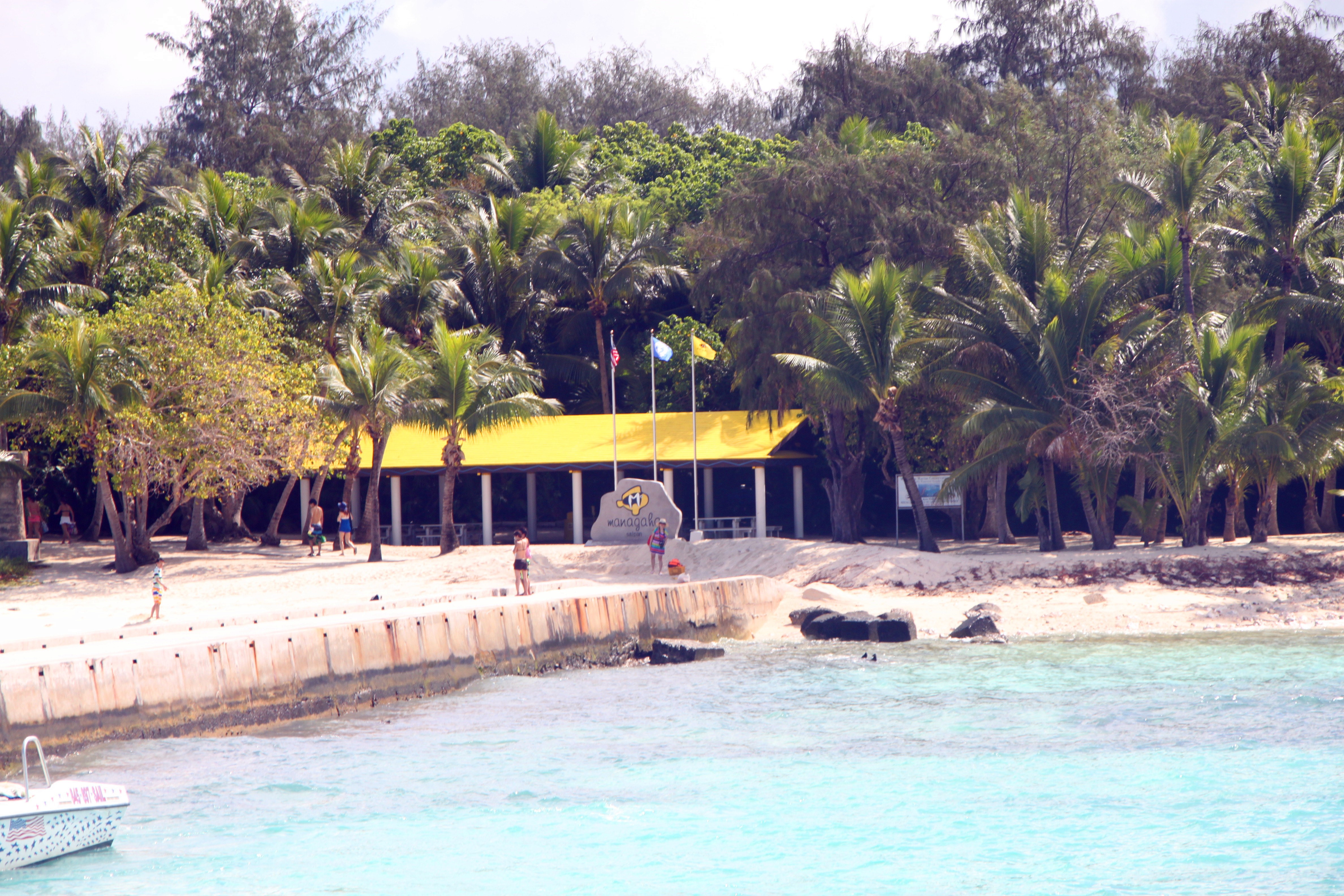
军舰岛入口

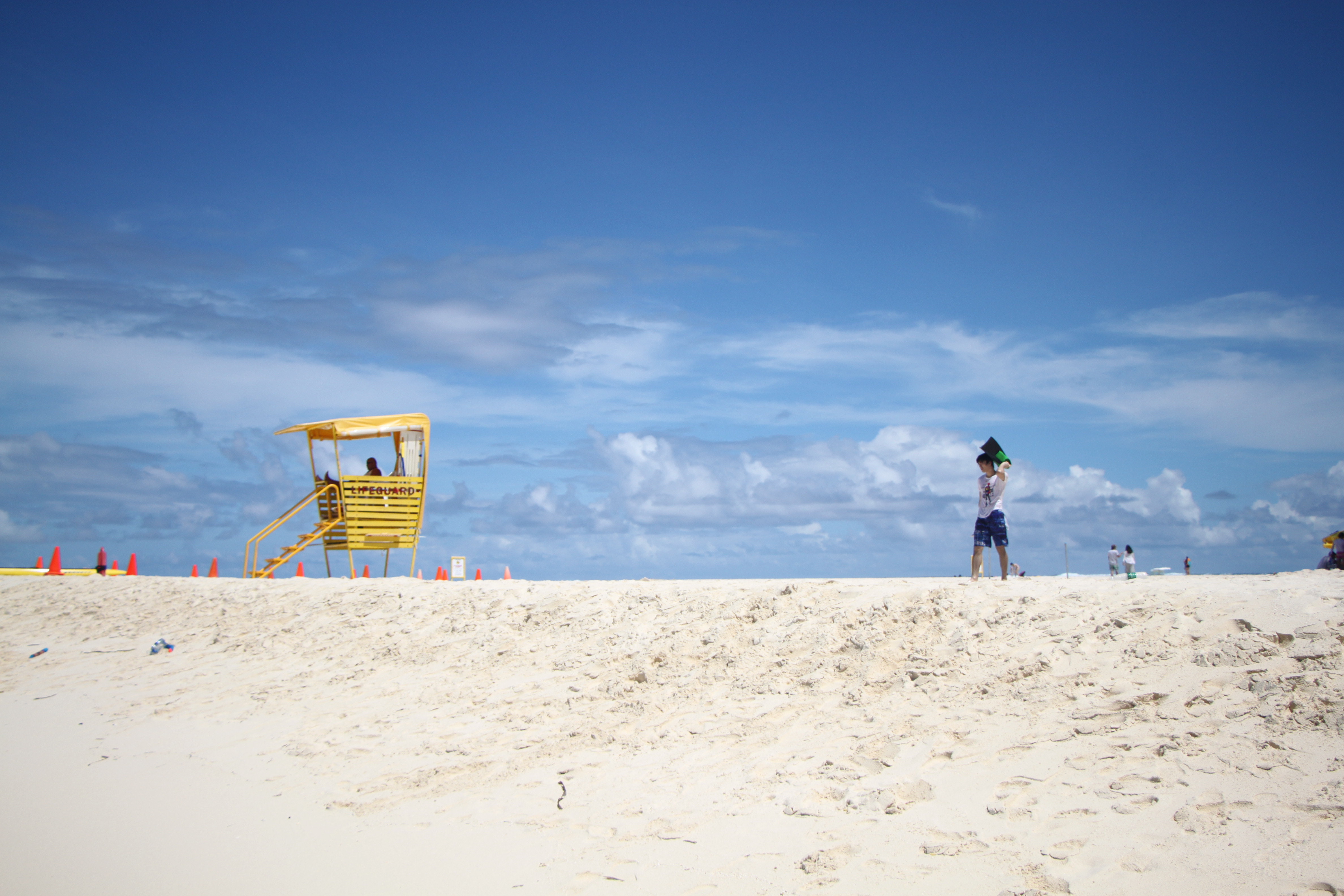
军舰岛海滩

军舰岛（Mañagaha）是位于塞班岛西侧，周长仅为1.5公里的一个无人小岛。 因二次世界大战时期曾被美军误认为是一艘军舰，又久炸不沉，因而又名“军舰岛”
军舰岛距离塞班岛市中心的Garapan地区仅有十多分钟的航程。因为这里的海水透明度高，岛上绿色植物密布，沙滩纯净，因此成为了水上运动的好去处。整个岛属于国家公园，在上岛时必须缴纳5美元的管理费。开放时间为上午九點到下午五點，之后岛上设备将停止运转，禁止住宿過夜。岛上设施包括商店、餐厅、更衣室、投币式储物柜，淡水淋浴等。此外，出于环保的需要，岛周围禁止捕鱼。
二次世界大战时日军与美军在此展开了激烈的战斗，所以在岛上可以看到很多武器的残骸，鱼群也因此而聚集。